# ويليام كومستوك
ويليام كومستوك هو سياسي أمريكي، ولد في 2 يوليو 1877 في ألبينا في الولايات المتحدة، وتوفي في 16 يونيو 1949 في ديترويت في الولايات المتحدة. نشط حزبياً في الحزب الديمقراطي. وقد انتخب حاكم ميشيغان ‏ (1933 – 1935).